# Feketearcú asztrild
A feketesarcú asztrild vagy elefántasztrild (Estrilda erythronotos vagy Brunhilda erythronotos) a madarak osztályának a verébalakúak (Passeriformes) rendjébe, ezen belül a díszpintyfélék (Estrildidae) családjába tartozó faj.

## Előfordulása
Afrikában Angola, Botswana, a Dél-afrikai Köztársaság, Kenya, Namíbia, Ruanda, Tanzánia, Uganda, Zambia és Zimbabwe területén honos.

## Alfajai
- Estrilda erythronotos erythronotos – (Vieillot, 1817)
- Estrilda erythronotos soligena – (Clancey)
- Estrilda erythronotos delamerei – (Sharpe, 1900)

## Megjelenése
Testhossza 13 centiméter.

## Szaporodása
Fészekalja 2-4 tojásból áll.